# DX - 10th Anniversary All This Time 2008-2018 -
DX - 10th Anniversary All This Time 2008-2018 -（ディーテン テンス・アニヴァーサリー・オール・ディス・タイム 2008-2018）は、2018年11月7日に発売されたDiggy-MO'のベスト・アルバムである。

## 解説
ソロ活動10周年を記念して発表されたベスト・アルバムであり、それまでに発表されたオリジナルアルバム4枚の中から選ばれた20曲と新曲2曲が収録された。
初回生産限定盤にはOutworks盤であるdisc3、彼の会員制モバイルファンサイト「Club D」内で公開されてきた彼のインタビュー「帽子の中身」を編集したブックレットが付属している。
SOUL'd OUTのラストアルバム「To From」以来、4年振りにエスエムイーレコーズからの発売となった。タワーレコード、HMV、TSUTAYA RECORDSでは、購入者特典としてオリジナルステッカーが付いていた。

## 収録曲

### disc 1
1. JUVES [3:44]
2. Lovin' Junk [6:13]
3. 先生、 [6:21]
4. PSYCHE PSYCHE [4:09]
5. SHOTTTTEQKILLA [6:00]
6. ノンシャランにゆけば feat. SHEILA [4:08]
7. STAY BEAUTIFUL [4:43]
8. Bayside Serenade [5:17]
9. GIOVANNI [4:52]
『BEWITCHED』に収録されている「にこにこジョバンニ」のジャズアレンジバージョンで、以前からライブで披露されていた。初の音源化。
10. PTOLEMY [5:43]
11. GOD SONG [6:11]
本アルバムのリードトラック。

### disc 2
1. 首都高2 [4:06]
2. Blue World [5:04]
3. ZAZA [3:37]
4. YOYOY [4:19]
5. Heartache Jive [4:36]
6. COME ON feat. J'quartus [4:04]
7. サムライズム [3:34]
8. FIRE WOO FOO FOO feat. LISA [3:57]
9. 爆走夢歌 [3:57]
10. ONE VOW [5:13]
11. Arcadia [5:32]

### disc 3 (初回限定盤のみ)
1. HALF Diggy-MO' Remix [3:59]
2. Friday let me down featuring Diggy-MO'(SOUL'd OUT) [4:43]
3. Ruby Hooty Jack [3:34]
4. オアシス feat. Diggy-MO' [4:42]
5. BELLE EPOQUE feat. Diggy-MO' [3:48]
6. DOPEMAN? [5:36]
7. Garden feat. DJ KAORI, Diggy-MO', クレンチ&ブリスタ [5:27]
8. Diggy Diggy Diggy Pt.Ⅱ [3:24]
2004年に発表されたSOUL'd OUTのリミックス・アルバム「Movies&Remixies」に収録された際は歌詞が非公開であったが、本作にて14年越しの公開となった。